# Superliga 1998-1999 (Slovacchia)
L'edizione 1998-99 della Superliga (chiamata anche Corgoň Liga per motivi di sponsorizzazione) vide la vittoria finale dello Slovan Bratislava.
Capocannoniere del torneo fu Martin Fabuš (Laugaricio Trenčín), con 19 reti.

## Classifica finale
|    | Classifica         | G  | V  | N  | P  | GF | GS | Dif | Pt |
| -- | ------------------ | -- | -- | -- | -- | -- | -- | --- | -- |
| 1  | Slovan Bratislava  | 30 | 21 | 7  | 2  | 56 | 11 | 45  | 70 |
| 2  | Inter Bratislava   | 30 | 21 | 5  | 4  | 64 | 15 | 49  | 68 |
| 3  | Spartak Trnava     | 30 | 19 | 7  | 4  | 59 | 20 | 39  | 64 |
| 4  | Košice             | 30 | 19 | 4  | 7  | 51 | 26 | 25  | 61 |
| 5  | OD Trenčín         | 30 | 15 | 8  | 7  | 53 | 25 | 28  | 53 |
| 6  | Žilina             | 30 | 15 | 3  | 12 | 36 | 42 | -6  | 48 |
| 7  | Ružomberok         | 30 | 12 | 10 | 8  | 31 | 31 | 0   | 46 |
| 8  | Tatran Prešov      | 30 | 11 | 10 | 9  | 38 | 35 | 3   | 43 |
| 9  | Artmedia Petržalka | 30 | 11 | 6  | 13 | 37 | 42 | -5  | 39 |
| 10 | Humenné            | 30 | 10 | 5  | 15 | 24 | 37 | -13 | 35 |
| 11 | Dukla B.B.         | 30 | 8  | 10 | 12 | 34 | 46 | -12 | 34 |
| 12 | Nitra              | 30 | 7  | 7  | 16 | 28 | 48 | -20 | 28 |
| 13 | Dubnica            | 30 | 8  | 4  | 18 | 28 | 60 | -32 | 28 |
| 14 | Banik Prievidza    | 30 | 6  | 6  | 18 | 34 | 56 | -22 | 24 |
| 15 | Rimavská Sobota    | 30 | 5  | 7  | 18 | 29 | 56 | -27 | 22 |
| 16 | Partizán Bardejov  | 30 | 2  | 1  | 27 | 14 | 66 | -52 | 7  |

### Verdetti
- Slovan Bratislava campione di Slovacchia 1998-99.
- Rimavska Sobota e BSC JAS Bardejov retrocesse in II. liga.

## Statistiche e record

### Classifica marcatori
| Gol |  |  | Giocatore          | Squadra          |
| --- |  |  | ------------------ | ---------------- |
| 19  |  |  | Martin Fabuš       | OD Trenčín       |
| 14  |  |  | Vladimír Sýkora    | Rimavská Sobota  |
| 13  |  |  | Peter Babnič       | Inter Bratislava |
| 13  |  |  | Ľuboš Perniš       | Banik Prievidza  |
| 12  |  |  | Ruslan Ljubars'kyj | Košice           |
| 11  |  |  | Ľubomír Faktor     | Dukla B.B.       |
| 11  |  |  | Marek Mintál       | Žilina           |
| 11  |  |  | Attila Pinte       | Inter Bratislava |
| 11  |  |  | Štefan Rusnák      | Dukla B.B.       |
| 9   |  |  | Luis Fabio Gomes   | Spartak Trnava   |
| 9   |  |  | Vladislav Zvara    | Košice           |